# Білосарайський маяк

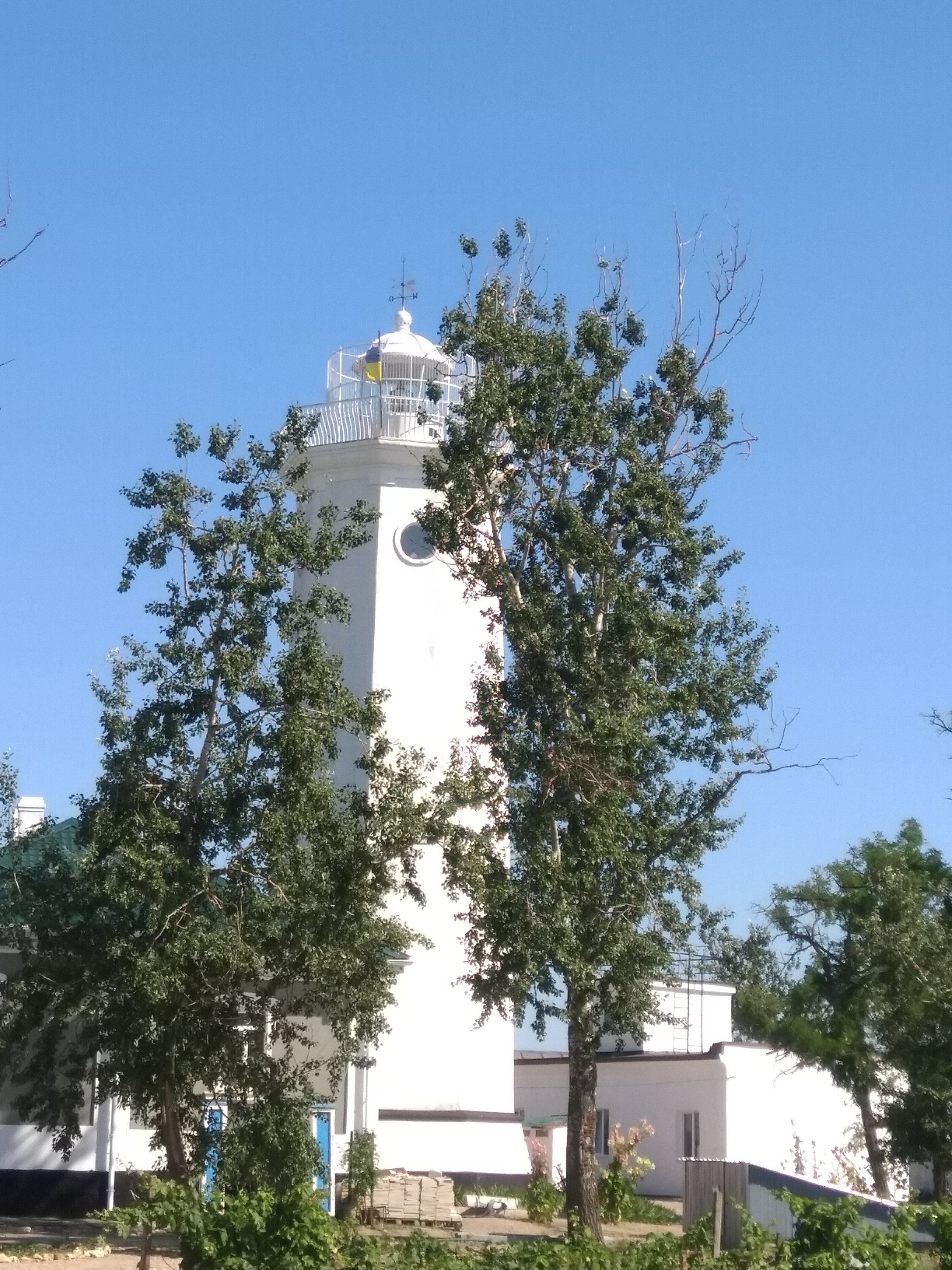
Білосарайський маяк, 2020 рік

Білосарайський маяк - найстаріший на Північному Приазов'ї та третій за віком діючий маяк в Україні. Його побудували в 1811 році на найтоншій частині коси, щоби вказувати дорогу кораблям у Таганрозькій затоці. Будівництво під наглядом поручика Дрожжіна тривало 7 місяців. 

## Історія
Будівництво Білосарайського маяка було продиктовано потужним розвитком зовнішньоекономічних зв’язків. Розширення морської торгівлі Маріуполя, Таганрога і Ростова-на-Дону на початку XIX століття змусило владу потурбуватися про безпеку плавання кораблів у Таганрозькій затоці.
Перший маяк збудували в 1811 році в районі нинішнього другого спуску до села Мелекіне, біля основи Білосарайської коси. Дерев’яний Білосарайський маяк був побудований таганрозькими купцями на власні кошти. Висота маяка становила 18,5 метри. Завдяки значній висоті вогню над рівнем моря (53,9 метри) його було видно вночі на відстані 20 миль (1 миля = 1,852 км). Маяк перебував у віданні Таганрозького градоначальства, утримувався за рахунок коштів місцевого купецтва. У 1829 році його передали дирекції Чорноморських маяків. Коли дерев’яна споруда стала ветхою, було прийнято рішення про будівництво кам’яного маяка безпосередньо на Білосарайській косі. Після закінчення будівництва дерев’яний маяк був зламаний.
У 1835 році на початку вузької частини Білосарайської коси був споруджений білокам’яний маяк. Будували маяк майже сім місяців – з 16 квітня по 6 листопада. Він складався з восьмигранної вежі і прибудованих до неї житлових приміщень, в яких розміщувалися доглядач і матроси, що обслуговували і охороняли маяк. Будівництво обійшлося казні в 50 000 рублів – вельми солідну на ті часи суму. Для міцності використовувався керченський штучний камінь жовтого кольору. Керував будівництвом поручик Дрозжін. Такі кам’яні вежі здатні витримувати натиск штормових вітрів і хвиль будь-якої сили. Це кращий зразок маякової архітектури кінця XIX століття. Не може не вразити, що обладнання для маяка було виготовлене в Парижі. Подвір’я маяка захищав суцільний високий кам’яний паркан. У дворі по обидва боки воріт знаходилася кухня, де харчувався персонал маяка, і магазин (склад). При маяку був колодязь із прісною водою.

## Будівля
Восьмикутна кам’яна вежа 23 метри заввишки була розділена на 4 яруси, поєднані сходами, на яких досі збереглася табличка про те, що їх виготовила фірма Ейфеля в Парижі в 1882 році. Поряд на подвір’ї, оточеному суцільним кам’яним парканом, розташовувалися приміщення, де проживали наглядачі з родинами та моряки, а також їдальня та складські будівлі. У дворі був колодязь і сад із фруктовими деревами, а ще тут розмістили 400-літній якір із турецького судна.
Сам ліхтар має вигляд скляної надбудови і складається з 14 ламп із рефлекторами, які щовечора вмикає, а щоранку вимикає наглядач. Світло, яке вперше засвітилося в 1836 році, було видно на відстань приблизно 10 миль.
Наприкінці 19 століття на маяку оновили обладнання й оснастили його канадським паровим свистком, який видавав спеціальні звуки в туманний час.

## Список приміток
1. ↑  7 маяків України, які треба побачити в першу чергу. О, Море.Сity (укр.). Процитовано 1 травня 2024.
2. ↑  Найстаріший маяк Північного Приазов’я. MRPL.CITY (укр.). Процитовано 1 травня 2024.
3. ↑  #МандруйУкраїною. discover.ua (укр.). Процитовано 1 травня 2024.